# Parafia św. Elżbiety w Warszawie
Parafia Świętej Elżbiety w Warszawie – parafia rzymskokatolicka należąca do dekanatu wilanowskiego, archidiecezji warszawskiej, metropolii warszawskiej Kościoła katolickiego, w Warszawie. Obsługiwana przez księży archidiecezjalnych.

## Historia
Parafia została erygowana w 1410 przez biskupa poznańskiego Wojciecha Jastrzębca. 
Kościół był na tym miejscu w 1398, ufundowany przez Elżbietę Ciołkową, wdowę po Andrzeju Ciołku. 
Obecny kościół wybudowano w 1725 według projektu Józefa Fontany z fundacji Elżbiety Sieniawskiej, później przebudowywany.
W latach 1803–1815 proboszczem parafii i gospodarzem kościoła był ks. Jan Paweł Woronicz. W 1997 w kościele umieszczono epitafium ku jego czci.
Plebania zbudowana w latach 1907–1908. 
Parafia posiada własny cmentarz, powiększony w latach 1950–1951.

## Duszpasterze[2]
- ks. kanonik Lech Sitek, proboszcz (od 2008)
- ks. Markos Płoński, wikariusz (od 2023)
- ks. Grzegorz Demczyszak, rezydent (od 2022)
- ks. prałat Jan Świstak, rezydent do 2022[3](w latach 1983-2008 proboszcz)